# Hannequin de Brussel·les
Hannequin de Brussel·les (Flandes,? - Toledo, 1494), arquitecte i escultor d'origen flamenc del segle xv, considerat l'introductor de les formes flamenques a Toledo.
Va arribar a Espanya cap a 1440, i es va establir a Toledo per treballar com a mestre major d'obres de la seva catedral el 1448 i 1470, dirigint entre altres obres la Porta de los Leones. També conclou la torre catedralícia i és possible que emprengués la capella d'Álvaro de Luna i el germà d'aquest, totes dues a la catedral; per això és possible que treballés també al castell d'Escalona.
L'any 1454 es trasllada junt amb el seu germà Egas Cueman a realitzar l'obra del cadirat de la catedral de Conca, i es creu que també va reformar la capçalera del temple imitant el model toledà. També és obra seva la capella del mestre de l'orde de Calatrava Pedro Girón. Sembla molt probable que el 1456 dissenyés els plànols del castell de Belmonte a Conca per al senyor Juan Pacheco. És un castell únic [al seu gènere pel que fa al seu aspecte exterior, amb nou llenços i sis torrasses que en vista aèria fan l'efecte d'unes tenalles.
El 1465 apareix a Cuéllar junt amb el seu fill Hannequin de Cuéllar per portar a terme les obres de remodelatge i ampliació del castell, propietat de Beltrán de la Cueva, primer duc d'Alburquerque, qui havia pres possessió de la vila un any abans, i volia enfortir l'edifici per les contínues reclamacions que la princesa Isabel feia sobre la propietat de Cuéllar.